# Haplothrix perakensis
Haplothrix perakensis là một loài bọ cánh cứng trong họ Cerambycidae.